# Dret marítim
|  | No s'ha de confondre amb dret del mar. |

El  Dret Marítim  és un cos normatiu que regeix els problemes que puguin sorgir arran de les relacions entre entitats de Dret privat dedicades al tràfic marítim. El Dret marítim ha de ser diferenciat del Dret del mar, constituït per un cos de normes de Dret internacional que regula les relacions jurídiques entre Estats, i no entre particulars.
El Dret marítim ha tingut una gran importància històrica que es manté fins als nostres dies, sent una branca molt important del Dret mercantil. Això es deu al fet que el transport per mar és molt utilitzat per transportar les mercaderies objecte d'una compravenda internacional.

## Temps de guerra
El Dret marítim internacional convingut entre totes les nacions civilitzades regula l'exercici del bloqueig marítim en temps de guerra. Una nació en lluita amb una altra té dret a evitar, sempre que pugui, que aquesta altra es proveeixi per via marítima impedint el trànsit per la mar dels seus vaixells de comerç i de les mercaderies a elles consignades que naveguin a bord de vaixells neutrals, però, per tal d'humanitzar la guerra, l'acció dels corsaris està taxativament regulada en l'exercici del que s'anomena dret de visita.

## Dret marítim a Espanya
El 24 de juliol de 2014 el rei  Felip VI va sancionar la Llei de Navegació Marítima que va substituir el llibre III del Codi de comerç de 1885.